# 新阿山站
新阿山站（韓語：신아산역）是朝鮮民主主義人民共和國咸镜北道恩德郡新阿山里的一個鐵路車站，属于咸北线。

## 邻近车站
咸北线
新乾站 - 新阿山站 - 松鶴站